# Сельское поселение Коленгское
Сельское поселение Коленгское — сельское поселение в составе Верховажского района Вологодской области.
Центр — деревня Ногинская.
Образовано 1 января 2006 года в соответствии с Федеральным законом № 131 «Об общих принципах организации местного самоуправления в Российской Федерации».
В состав сельского поселения вошёл Коленгский сельсовет.
Законом Вологодской области от 10 апреля 2017 года № 4127-ОЗ, были преобразованы, путём их объединения, сельские поселения Коленгское и Сибирское в сельское поселение Коленгское с административным центром в деревне Ногинской.
По данным переписи 2010 года население — 356 человек.

## География
Расположено на северо-востоке района. Граничит:
- на севере с Архангельской областью,
- на востоке с Тарногским районом,
- на юге с Сибирским сельским поселением,
- на западе с Нижнекулойским сельским поселением.

## Населённые пункты
В 1999 году был утверждён список населённых пунктов Вологодской области. С тех пор состав Коленгского сельсовета не изменялся.
В состав сельского поселения входят 6 населённых пунктов, в том числе 5 деревень и один посёлок.
| Населённый пункт      | Код ОКАТО      | Расстояние до районного центра, км | Координаты                      |
| --------------------- | -------------- | ---------------------------------- | ------------------------------- |
| Григоровская, деревня | 19 216 820 002 | 64                                 | 60°42′46″ с. ш. 42°48′10″ в. д. |
| Нивская, деревня      | 19 216 820 003 | 52,5                               | 60°46′52″ с. ш. 42°43′30″ в. д. |
| Ногинская, деревня    | 19 216 820 001 | 52                                 | 60°47′08″ с. ш. 42°42′47″ в. д. |
| Удальцовская, деревня | 19 216 820 004 | 64                                 | 60°43′45″ с. ш. 42°47′15″ в. д. |
| Феклуха, посёлок      | 19 216 820 005 | 60                                 | 60°37′49″ с. ш. 42°55′45″ в. д. |
| Фоминская, деревня    | 19 216 820 006 | 53                                 | 60°47′38″ с. ш. 42°42′51″ в. д. |